# الدوري الإسباني الدرجة الثانية ب 2010–11
الدوري الإسباني الدرجة الثانية بي 2010–11 (بالإسبانية: Segunda División B de España 2010-11)‏ هو موسم من الدوري الإسباني الدرجة الثانية بي. فاز فيه ريال مورسيا.